# Tairov Ta-3
Tairov Ta-3 je bil dvomotorni enosedežni prototipni lovec, ki so ga zgradili v Ukrajini v poznih 1930ih. Ta-3 je bil namenjen spremljanju in zaščiti sovjetskih bombnikov na dolgih letih. Propelerja sta se vrtela v nasprotnih smereh, tako ni bilo kritičnega motorja. Prototip z oznako OKO-6 je prvič poletel 31. decembra 1939. Razvoj letala je prekinila nemška invazija, zgradili so samo 6 primerkov. 

## Specifikacije (Ta-3)
- Posadka: 1
- Dolžina: 9,827m
- Razpon kril: 12,658 m (41 ft 6-3/8 in)
- Površina kril: 26,9 m2 (290 ft2)
- Prazna teža: 4500 kg (9920 lb)
- Gros teža: 6626 kg (14607 lb)
- Motor: 2 × Tumanski M-88R, 745,7 kW (1000 KM) vsak

- Največja hitrost: 595 km/h
- Dolet: 1,060 km (660 milj)
- Višina leta (servisna): 11000 m (36089 ft)
- Hitrost vzpenjanja: 5,55 m/s (1093 ft/min)

- Orožje:
- 1 x 37mm AM-37 top
- 2 x 20mm ŠVAK-20 topova